# Minke Douwesz
Minke Douwesz (pseudoniem van Greet Kuipers; 1962) is een Nederlandse schrijfster en psychiater.
Douwesz is in Den Bosch werkzaam als psychiater en psychoanalytisch psychotherapeut. Ze promoveerde in 2018 op 'mentalization-based treatment' bij eetstoornissen, een in Groot-Brittannië ontwikkelde behandelingsmethode., met een proefschrift met de titel Attachment & Mentalization in Anorexia nervosa and Bulimia nervosa.

## Literair werk
In het werk van Douwesz staan lesbische hoofdpersonen centraal. Haar schrijfstijl, in een recensie omschreven als 'nauwgezet, (hyper)realistisch, 'volledig'', roept bij sommige critici een vergelijking op met Het Bureau van J.J. Voskuil en De harde kern van Frida Vogels. Minke Douwesz beschikt over 'een scherpe pen en veel verbeeldingskracht'. Zelf zegt Minke Douwesz beïnvloed te zijn door Andreas Burnier, in het bijzonder door Burniers roman De huilende libertijn uit 1970.
Minke Douwesz' debuutroman Strikt (2003), over de jonge psychiater Idske Wolters die verliefd wordt op celliste Judith die op zoek is naar een man om een gezin mee te stichten, geldt als een lesbische cultklassieker. De auteur schreef het boek omdat ze lesbische liefdesverhalen miste in de Nederlandse literatuur. 'Er zijn zo weinig lesbische liefdesverhalen geschreven, dus dacht ik: laat ik het zelf maar doen.'
Voor haar tweede roman, Weg, uit 2009, ontving Minke Douwesz de Opzij Literatuurprijs in 2009 en de Anna Bijns Prijs voor proza in 2012. Het boek gaat over de vechtscheiding van gynaecologe Edith en Norma, een biologiedocent die arbeidsongeschikt is geworden vanwege een burn-out en chronische migraine. De twee vrouwen zijn na vier jaar gaan samenwonen op een boerderij in Drenthe, met hun poezen Bolle en Mies, ezels Marie en Albert en teckel Lodewijk. Ze wonen daar drie jaar op het moment dat de roman begint. Edith beëindigt de relatie. De boerderij is formeel haar eigendom, dus vraagt ze Norma te vertrekken, maar die weigert aanvankelijk. Er volgt een verwoede strijd. 'Douwesz' zedenschets, getekend door spanning, wraaklust en woede, werkt verslavend', schreef Elsbeth Etty in NRC Handelsblad. 'De durf waarmee Douwesz haar personages in elke scène nog wat verder in de misère duwt, maakt Weg tot een fascinerend, spannend en razend knap boek,' oordeelde de jury van de Anna Bijns Prijs.
Haar derde roman, Het laatste voorjaar (2023), is omschreven als een 'klimaatroman, onderwijsroman en ontwikkelingsroman ineen'. 'Minke Douwesz geeft de Nederlandse literatuur een heldin om van te houden', schreef de Volkskrant over deze roman. Hoofdpersoon Ese Jelles, die zich druk maakt om de klimaatverandering, neemt ontslag als lerares Duits omdat ze ontevreden is over de onderwijsvernieuwingen op haar school. Ze besluit naar de Krim te fietsen om het geboortehuis van Anton Tsjechov te bezoeken.
Douwesz is een van de samenstellers van de essaybundel Zij/haar. Een ABC van lesbische literatuur (2024, uitgebracht door Uitgeverij kleine Uil), samen met Marie-José Klaver en Laurie Bastemeijer. Het boek bevat essays en persoonlijke verhalen van queer auteurs over lesbische romans, en bevat bijdragen van onder anderen Mariken Heitman, Joke van Leeuwen, Gaea Schoeters, Maaike Meijer, Inge Schilperoord en Marischka Verbeek (beherend vennoot van de boekwinkel Savannah Bay, met een specialisatie in  feministische, gender- en LHBTI+-thema's). Douwesz schreef ook een van de essays in de bundel, Feest der herkenning, over de roman De huilende libertijn (1970) van Andreas Burnier.
Douwesz schreef ook een novelle in de 'pulpature'-reeks van Velvet Publishers, een uitgeverij die lesbisch en queer werk uitgeeft. 'Pulpature' is een samentrekking van 'pulp' en 'literature' (Engels voor literatuur). Douwesz' novelle, met de titel Zij kwam voor hulp kwam uit in 2024.